# Volejte Novu
Volejte Novu byl kontaktní pořad televize Nova vysílaný v letech 2003–2024.
Poprvé se ve vysílání objevil 1. září 2003 jako nástupce dlouholetého pořadu Volejte řediteli, který byl spjat zejména s Vladimírem Železným, tehdejším ředitelem TV Nova. Základem pořadu zůstávala i nadále komunikace s divákem, oproti předchozímu formátu se ale rozšířilo jeho zaměření o další témata a z pořadu zmizely osobní názory ředitele stanice. Pořad nabízel reportáže ze zákulisí televize, reportáže z premiér filmů produkovaných TV Nova, informace o chystaných pořadech, rozhovory s účinkujícími v pořadech a seriálech TV Nova, soutěže nebo grafy sledovanosti. Pořadem již neprovázel ředitel televize, ale známé tváře z televizní obrazovky. Zatímco pořad Volejte řediteli byl vysílán živě, pořad Volejte Novu byl už od svého počátku předtáčen.

## Moderátoři pořadu
Moderování se ujaly osobnosti známé z vysílání TV Nova. Šlo nejen o moderátory zpravodajství, ale také o tváře publicistiky a dalších pořadů produkovaných touto stanicí. Ze zpravodajství šlo například o Pavla Zunu, Karla Voříška, Markétu Fialovou, Reynoldse Korantenga, Lucii Borhyovou, Renátu Czadernovou nebo Kristinu Kloubkovou. Z ostatních pořadů TV Nova to byli například Pavel Svoboda, Michal Jagelka nebo Adéla a Dalibor Gondíkovi.

## Dotazy od diváků
Pořad rovněž nabízel možnost kontaktovat TV Nova s dotazy ohledně programu nebo informací o televizi. Diváci měli v průběhu let několik možností, jak mohli televizi kontaktovat: telefonním hovorem, e-mailem, dopisem a přes facebookový profil pořadu Volejte Novu. Diváky zpravidla zajímalo, zda se ve vysílání objeví nějaký jejich oblíbený film, zajímali se o zákulisní informace, nebo se ptali, jak se mohou hlásit do soutěží nebo pořadů TV Nova.

### Dotazy pro generálního ředitele
V roce 2013 stanice oznámila návrat možnosti ptát se na dotazy přímo generálního ředitele Jana Andruška. Tento blok měl podobu krátké nahrávky, ve které Jan Andruško odpovídal na otázku jednoho z diváků. Na rozdíl od Volejte řediteli tak ředitel neměl prostor v rámci celého pořadu, ale jen velmi malou část.

## Studia
Pořad se během svého vysílání natáčel v několika studiích.

### 2003 - 2007
Od svého počátku do roku 2007 to bylo ve studiu pořadu Snídaně s Novou. Dekorace byla umístěna tak, aby stála před dekorací ranního pořadu a tím ji překrývala. Pozadí bylo světelně utlumeno, aby příliš nepoutalo pozornost, a za moderátora byly umístěny svítící obrazovky s grafikou pořadu.

### 2007 - 2014
Po otevření zpravodajského centra (News center) TV Nova byl pořad přesunut do hlavního studia, ze kterého se denně vysílaly Televizní noviny. Moderátorský stůl byl odstraněn a nahrazen čtyřmi stolky v podobě písmen NOVA, na pozadí byly vloženy dekorativní prvky světelných sloupů, vyvýšená část podlahy byla překryta kobercem s motivem spirály z loga stanice. Grafika na stěnách za moderátorem byla zbarvena do staniční červené barvy.

### 2014 - 2021
V roce 2014 prošlo zpravodajské studio TV Nova proměnou a v souvislosti s ní se změnila i podoba pořadu Volejte Novu. I v tomto případě se relace vysílala ze stejného studia jako zpravodajství. Oproti rozložení na vysílání zpravodajství však v tomto případě docházelo jen k drobným úpravám studia - byl odstraněn moderátorský stůl, namísto něj byl pro moderátora připraven malý pultík válcového tvaru podsvícený světle modrou barvou. Pod moderátorem byl tmavě modrý koberec a na obrazovce za moderátorem byla grafika ve staniční červené barvě.

### 2021
Po dobu rekonstrukce zpravodajského studia byl pořad vysílán z menšího studia TN LIVE.

### 2021 - 2022
Pořad byl vysílán z hlavního zpravodajského studia bez dalších úprav v jeho rozložení. Byla využita část studia s velkoplošnou obrazovkou, u které se moderují relace Sportovní noviny a Počasí.

### 2022 - 2024
Samostatný pořad Volejte Novu se transformoval do jednoho z bloků pořadu Víkendová Snídaně. Poprvé byl vysílán živě a to ze studia ranního vysílání, nacházejícího se v budově produkčního centra TV Nova na Barrandově. Pořad Víkendová Snídaně byl ukončen v roce 2024  a s jeho ukončením pravděpodobně zanikl i blok Volejte Novu, ačkoli jeho oficiální zrušení nebylo oznámeno.